# Exzellenzcluster CECAD
Das Exzellenzcluster Cellular Stress Responses in Aging-Associated Diseases (CECAD) ist ein interdisziplinärer Forschungsverbund der Universität zu Köln sowie des Max-Planck-Instituts für die Biologie des Alterns, der sich mit der Erforschung molekularer Mechanismen des Alterns und altersassoziierter Erkrankungen beschäftigt.

## Geschichte
Das Exzellenzcluster CECAD wurde 2007 im Rahmen der zweiten Runde der Exzellenzinitiative des Bundes und der Länder gegründet und zunächst für fünf Jahre mit ca. 6,5 Millionen Euro pro Jahr gefördert.
Am 15. Juni 2012 entschied die DFG die Förderung um weitere 5 Jahre zu verlängern. Eine dritte Förderungsperiode im Kontext der Exzellenzstrategie startete im Januar 2019 und läuft sieben Jahre.
Zur besseren Vernetzung der Arbeitsgruppen wurde 2007 der CECAD-Forschungsneubau vom Wissenschaftsrat bewilligt. Die Kosten von 85 Millionen Euro teilen sich der Bund und das Land NRW. Der erste Spatenstich erfolgte im September 2009. Im Frühjahr 2013 wurde der Neubau eingeweiht.

## Ziele
Der Fokus der Forschung liegt in der Erforschung molekularer Mechanismen des Alterns um somit therapeutische Ansätze für altersassoziierte Erkrankungen ableiten zu können. Als Modellorganismen für die Erforschung menschlicher Erkrankungen dienen Taufliege (Drosophila melanogaster), Hausmaus, Fadenwurm sowie Zebrafisch.

## Organisation
Den Kern des Forschungsverbundes bilden die mathematisch-naturwissenschaftliche sowie die medizinische Fakultät der Universität zu Köln. Das ebenfalls in Köln, auf der gegenüberliegenden Straßenseite beim CECAD ansässige Max-Planck-Institut für Biologie des Alterns ist eng mit dem Projekt assoziiert. Insgesamt sind etwa 40 Arbeitsgruppen von mehr als zehn fakultätsübergreifenden Instituten, wie dem Institut für Genetik, dem Cologne Center for Genomics, dem Max-Planck-Institut für Stoffwechselforschung und dem Deutschen Zentrum für Neurodegenerative Erkrankungen beteiligt. Der Forschungsschwerpunkt der Altersforschung ist dabei in vier Forschungsbereiche unterteilt. Jede Arbeitsgruppe ist einem oder mehrerer Forschungsbereiche zugeordnet:
- A – Die Stressreaktionen der Zelle
- B – Alterung von Membranen und alterungsabhängige Defekte der Abwehr von Erregern
- C – Entzündungen in Verbindung mit altersassoziierten Erkrankungen
- D – Metabolische Signalwege in Verbindung mit altersassoziierten Erkrankungen

Wissenschaftliche Koordinatorin des Exzellenzclusters ist Carien Niessen. Die stellvertretenden Sprecher sind Thomas Benzing und Thorsten Hoppe von der Universität zu Köln. Die ebenfalls dem Cluster angehörige Mirka Uhlirova wurde 2008 mit dem Sofja Kovalevskaja-Preis, einem der höchstdotierten deutschen Forschungspreisen ausgezeichnet.

## Cologne Graduate School of Ageing Research
Die Graduiertenschule Cologne Graduate School of Ageing Research wurde 2013 als Kooperation der Graduate School of the Cellular Stress Responses in Aging-Associated Diseases (CECAD) und der International Max Planck Research School for Ageing (IMPRS AGE) gegründet. Beteiligte Partner sind CECAD, das Max-Planck-Institut für die Biologie des Alterns, das Max-Planck-Institut für Stoffwechselforschung, das Forschungszentrum caesar und das Universitätsklinikum Köln. Die Cologne Graduate School of Ageing Research hat es sich zur Aufgabe gemacht, außergewöhnlich talentierten Studierenden die Möglichkeit zur Promotion im Gebiet der Altersforschung zu bieten. Der Doktorgrad wird von der Universität zu Köln verliehen. Seit 2019 bietet die Cologne Graduate School of Ageing Research ein Master-Fellowship-Programm für exzellente und motivierte Studierende an, die mehr über die Alternsforschung erfahren möchten, während sie ein Masterstudium in den Studiengängen Biological Science oder Biochemie an der Universität zu Köln absolvieren.